# Mondopeningsceremonie

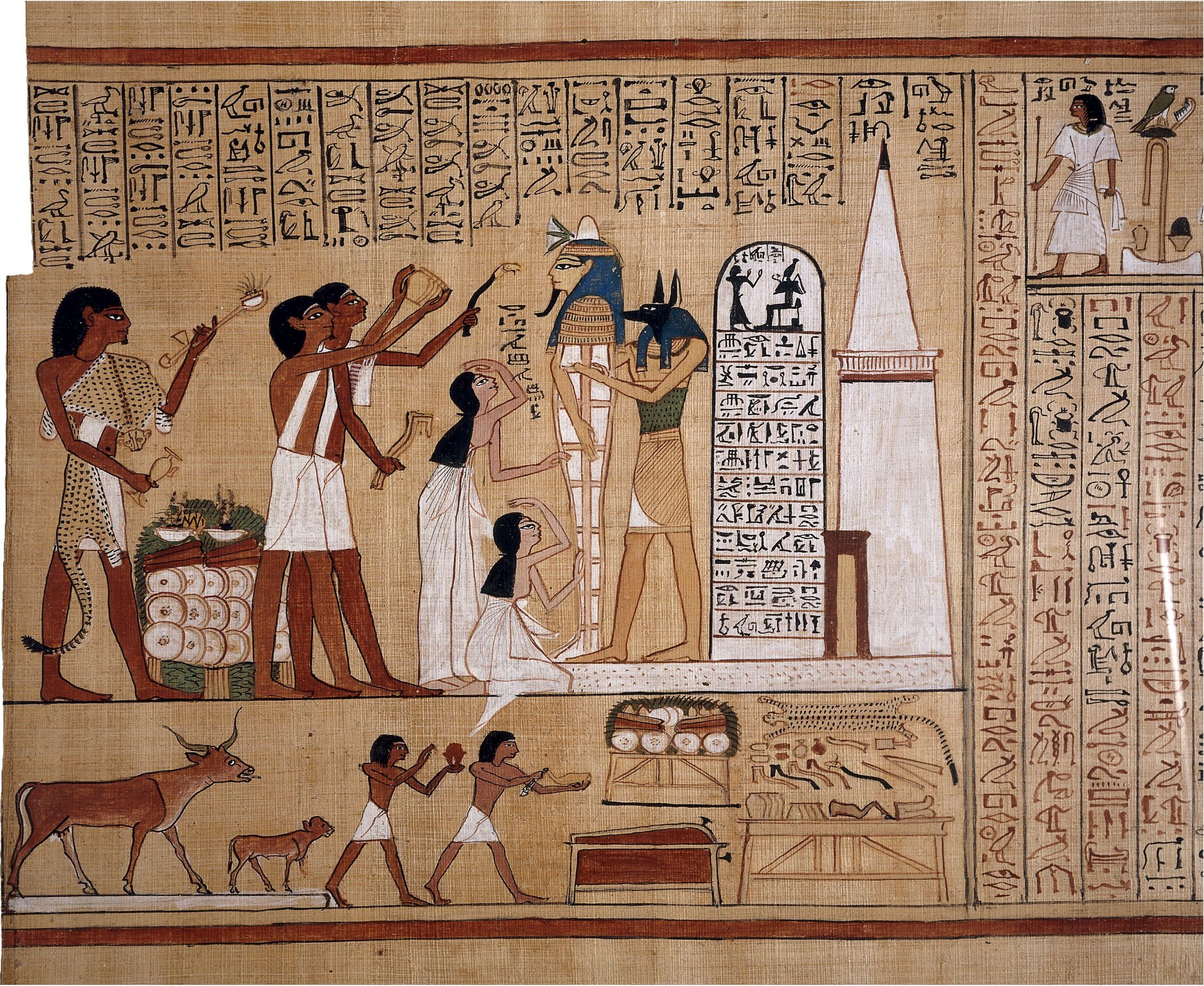
Priesters van Anubis, dodengids en god van de graven en het balsemen voeren de "Mondopeningsceremonie" uit

De mondopeningsceremonie (of ritueel) was een oud-Egyptisch ritueel beschreven in begrafenisteksten zoals de Piramideteksten.

## Begrafenismagie
Het ritueel hield een symbolische animatie in van een standbeeld of een mummie door het op een magische wijze openen van diens mond zodat het kon ademen en spreken. Er is bewijs gevonden van dit ritueel van het Oude Rijk tot de Romeinse periode. Speciale werktuigen werden gebruikt om deze ceremonie uit te oefenen, zoals een rituele dissel, een armvormig ritueel wierookvat, een lepelvormig mes bekend als een peseshkaf, een slanghoofdig mes en een verscheidenheid aan andere amuletten. Het been van een kalf werd ook omhooggehouden tot aan de lippen die geschilderd waren op de doodskist.
De oude Egyptenaren geloofden dat met het oog op de overleving van de ziel van de dode in het hiernamaals het voedsel en water zou nodig hebben. Een speciaal ritueel genoemd 'de mondopening' werd uitgevoerd zodat de persoon die stierf kon eten en drinken in het hiernamaals.
De ceremonie hield tot 75 "episoden" in en, in zijn meest complete versie, de volgende stadia:
- Episoden 1-9 - Inleidende riten
- Episoden 10-22 - Animatie van het standbeeld
- Episoden 23-42 - Voedseloffers afgestemd op Opper-Egypte
- Episoden 43-46 - Voedseloffers afgestemd op Neder-Egypte
- Episoden 47-71 - Begrafenismaaltijd
- Episoden 72-75 - Afsluitingsriten

Het Dodenboek bevat ook spreuken voor dit proces, wat de overledenen konden gebruiken op zichzelf:
Mijn mond is geopend door Ptah,
De ketens van mijn mond zijn losgemaakt door mijn stadsgod.
Thoth is gekomen volledig uitgerust met spreuken,
Hij maakt de ketens los van Seth van mijn mond.
Atum heeft mij mijn handen gegeven,
Ze zijn geplaatst als bewakers.
Mijn mond is mij gegeven,
Mijn mond is geopend door Ptah,
Met die beitel van metaal
Waarmee hij de mond van de goden opende.
Ik ben Sekhmet-Wadjet die woont in het westen van de hemel,
Ik ben Sahyt onder de zielen van On.

## Verbanden met Psalm 51
Parallellen tussen de mondopening en Psalm 51 zijn uitgewezen in "Psalm 51 en de 'mondopeningsceremonie'", door Benjamin Urrutia, Scripta Hierosolymitana: Publicaties van de Hebreeuwse Universiteit van Jeruzalem, volume 28, pagina's 222-223 (1982). De parallellen houden in:
- Vermeldingen van het ritueel wassen met speciale kruiden (Psalm 51:2,7).
- Herstel van gebroken beenderen (vers 8).
- "O Heer, opent mijn lippen" (vers 15).
- Offers (verzen 16,17 en 19).